# Ethischer Egoismus
Ethischer Egoismus bezeichnet eine philosophische Maxime und ihre ethische Begründung, gemäß derer man sich in seinem Handeln ganz davon leiten lassen dürfe oder solle, was nach eigener Auffassung für einen selbst am besten sei.

## Allgemeines
Ethischer Egoismus kann in einer starken oder in einer schwachen Form formuliert werden: Die starke Formulierung lautet, es sei ethisch verpflichtend, seinen Nutzen zu maximieren, die schwache Formulierung, es sei ethisch zulässig, seinen Nutzen zu maximieren, wobei die starke Form weitgehend ungebräuchlich ist. Ein Grund ist der performative Widerspruch, dass derjenige, der ethischen Egoismus in seiner starken Form vertritt, anderen raten müsste, die gleiche Maxime zu verfolgen, wenn er seinen Prinzipien treu bleiben wolle. Mit diesem Rat schadet er aber wiederum seiner Möglichkeit, seine Interessen maximal durchzusetzen.
Die schwache Form des ethischen Egoismus ist die Grundlage der Vertragstheorie. Auch in der Wirtschaftsethik spielt ethischer Egoismus eine Rolle. Ökonomische Rationalität wird vielfach als reine Zweck-Mittel-Rationalität verstanden, die dem ökonomischen Prinzip folgt, wonach man mit vorhandenen Mitteln einen maximalen Nutzen erzielen oder ein bestimmtes Ziel mit minimalem Aufwand verwirklichen möchte. Die Konzentration auf eine rein instrumentelle Rationalität führt zu einem ethischen Egoismus, der andere Wertebenen (Gemeinschaft, Solidarität, Freiheit und Gerechtigkeit) und Zielsysteme (Sinn des Lebens, Frieden, Religion) ausblendet.
Gestützt wird dies durch die Neoklassische Theorie, die nahelegt, dass unter verschiedenen Annahmen, darunter dem Verhalten der Menschen als Homo oeconomicus, ein Wohlfahrtsmaximum entsteht. Der Homo oeconomicus selbst ist in diesem Modell jedoch kein reiner Egoist. Auch altruistisches Verhalten (z. B. Geschenke) stiften Befriedigung und damit einen Nutzen. Der Homo oeconomicus wird daher solange altruistisch handeln, solange sein Grenznutzen des altruistischen Verhaltens höher liegt als dessen Grenzkosten. Daneben wird er auch die Interessen anderer berücksichtigen, aber nur dann, wenn er sich dabei selbst einen möglichen Nutzen verspricht – entweder unmittelbar oder auf lange Sicht. Die Grenze seines Verhaltens verläuft daher nicht zwischen Egoismus und Altruismus, sondern zwischen wechselseitiger oder nur einseitiger Besserstellung.

## Einzelne Vertreter eines ethischen Egoismus
Ein früher Befürworter eines ethischen Egoismus war Max Stirner, der sich in seinem Hauptwerk Der Einzige und sein Eigentum als Nietzsche und Freud antizipierender  tiefenpsychologischer Denker erweist, dessen Egoismusbegriff den des (als Menschenbild umgedeuteten) Homo oeconomicus als nur oberflächlich verwirft. Wahrhaftes egoistisches Eigeninteresse könne demnach nur derjenige verfolgen, der sich von den im Verlaufe seiner Enkulturation introjizierten und internalisierten Normen (Freuds Über-Ich) befreit hat.
Stirners Biograph John Henry Mackay vertrat um 1900 eine modifizierte, um ihren psychologischen Gehalt reduzierte Version der Stirnerschen Lehre, den von Benjamin Tucker begründeten individualistischen Anarchismus („Gleiche Freiheit Aller“).
Eine neuere Version des ethischen Egoismus der Rationale Egoismus vertrat Mitte des 20. Jahrhunderts Ayn Rand, die sich von Stirner und Mackay absetzte und vor allem in den USA wirkte. Rand sieht in ihrer objektivistischen Philosophie den Vernunftgebrauch als Grundvoraussetzung wahrhaft egoistischen Handelns an und definiert eindeutige moralische Prinzipien, die egoistisches Handeln lenken sollen.
Ein weiterer prominenter Autor, der oft als Vertreter eines ethischen Egoismus bezeichnet wird, war der Marquis de Sade, obschon die von ihm erdachten Charaktere oftmals die Grenze zur Amoralität überschritten. Ein entsprechendes Beispiel für den Egoismus bei de Sade ist die Weltsicht des Banditenhauptmanns „Eisenherz“, welcher wiederholt in dessen Hauptwerk Justine auftritt.